# Alloiodoris lanuginata
Alloiodoris lanuginata är en snäckart som först beskrevs av Phineas S. Abraham 1877.  Alloiodoris lanuginata ingår i släktet Alloiodoris och familjen Discodorididae. Inga underarter finns listade i Catalogue of Life.